# Элиста (приток Яшкуля)
Элиста (также используется название Элистинка) — река в центральной части Калмыкии. Берёт начало в городской черте Элисты и течёт преимущественно с запада на восток, впадает в реку Яшкуль чуть выше посёлка Улан-Эрге. Длина реки составляет 72 км. Элиста является крупнейшим притоком реки Яшкуль. Относится к Западно-Каспийскому бассейновому округу.

## Название
Название реки калм. Элстә можно перевести как песчаная (от калм. элсн — песок).
В период депортации калмыков река указывалась на картах под названием Пригородняя

## Физико-географическая характеристика

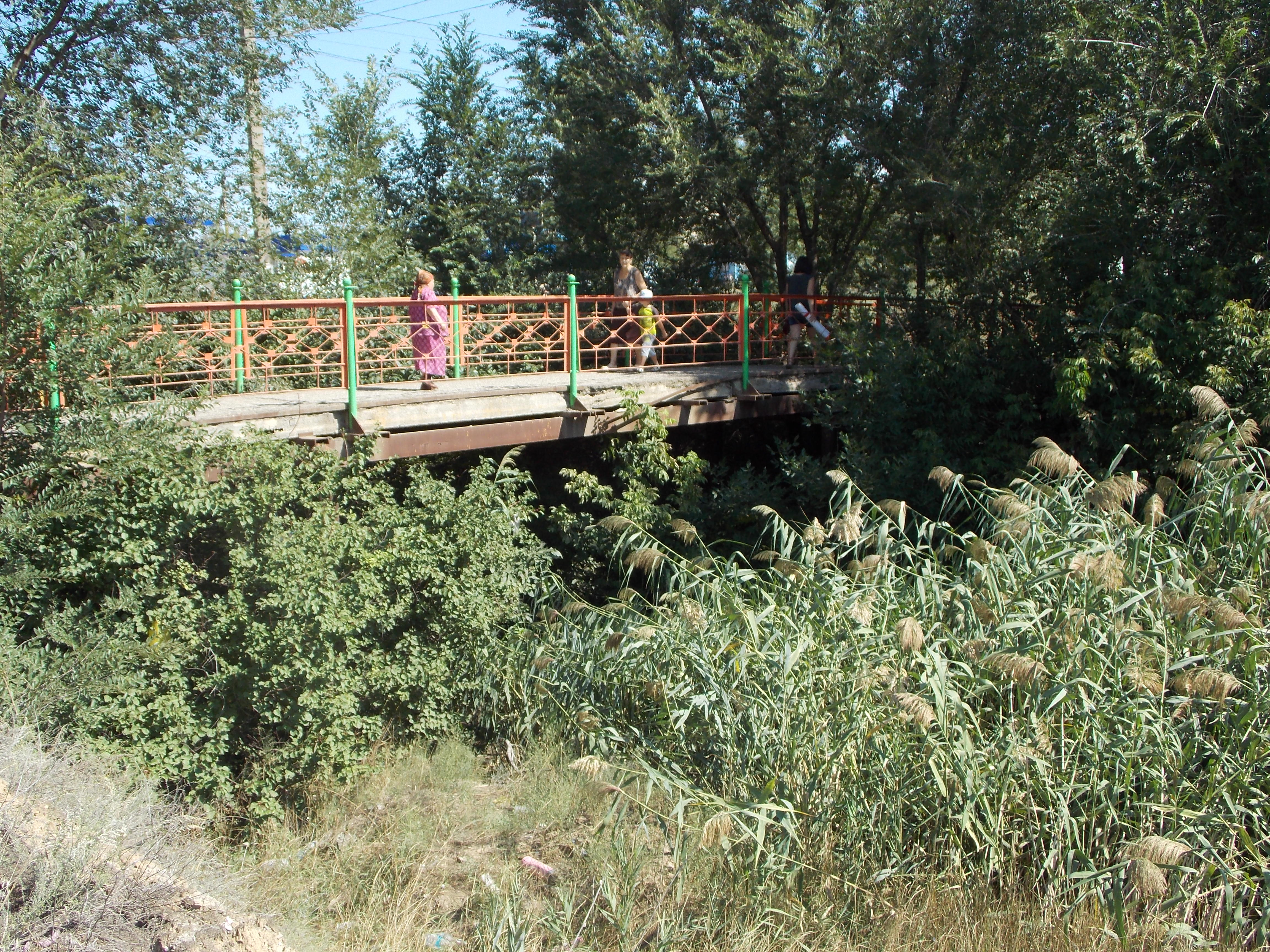
Мост через реку Элистинку, Элиста, Калмыкия

Река Элиста берёт начало в пределах Ергенинской возвышенности, в одноимённой балке, в западной части города Элиста. Вбирая в себя водотоки балок, расположенных в границах города Элиста превращается из мелкого ручья в небольшую реку. Элиста — одна из немногих рек Калмыкии, не пересыхающих летом. На реке расположено несколько прудов, в низовьях реки создано Улан-Эргинское водохранилище.

### Бассейн
Весь бассейн Элисты расположен на территории Калмыкии. Площадь водосборного бассейна — 572 км².
- Элиста
  - р. Аршань (правая составляющая[9])
  - б. Старая Керюльта — (п)[9]
  - б. Джезин-Кункрюк — (п)[9]
  - б. Гашун-Сала — (левая составляющая)[9]
  - б. Диденкова — (п)[10]
  - б. Косков-Кюнкрюк — (п)[9]
  - б. Носков Ерик — (п)[11]

Основной приток водоток балки Гашун-Сала. Ниже его впадения значимые притоки отсутствуют.

### Климат и гидрология
Как и других рек бессточной области Западно-Каспийского бассейна, основная роль в формировании стока реки Элиста принадлежит осадкам, выпадающим в холодную часть года. Вследствие значительно испарения в весенне-летний период роль дождевого питания невелика.
Количество атмосферных осадков, выпадающих в бассейне реки, невелико и уменьшается в направлении с запада на восток. Если в пределах города Элиста, расположенного в верховьях реки, среднегодовое количество атмосферных осадков составляет 349 мм, то в посёлке Улан-Эрге, расположенном чуть ниже устья реки, среднегодовое количество атмосферных осадков уменьшается до 292 мм. Континентальность климата также нарастает с запада на восток, тип климата (согласно классификация климатов Кёппена) изменяется от относительно влажного континентального климата на западе бассейна до полупустынного на востоке.
Более подробная информация о средних температурах воздуха и количестве атмосферных осадков приведена в климатограммах.
| Климатограмма Элисты                            | Климатограмма Элисты | Климатограмма Элисты | Климатограмма Элисты | Климатограмма Элисты | Климатограмма Элисты | Климатограмма Элисты | Климатограмма Элисты | Климатограмма Элисты | Климатограмма Элисты | Климатограмма Элисты | Климатограмма Элисты |
| ----------------------------------------------- | -------------------- | -------------------- | -------------------- | -------------------- | -------------------- | -------------------- | -------------------- | -------------------- | -------------------- | -------------------- | -------------------- |
| Я                                               | Ф                    | М                    | А                    | М                    | И                    | И                    | А                    | С                    | О                    | Н                    | Д                    |
| 25 −3 −9                                        | 18 −2 −9             | 17 5 −3              | 22 16 5              | 37 24 11             | 50 28 16             | 40 31 18             | 31 30 17             | 29 24 12             | 23 14 4              | 28 6 0               | 29 1 −4              |
| Температура в °C • Сумма осадков в мм Источник: |                      |                      |                      |                      |                      |                      |                      |                      |                      |                      |                      |

| Климатограмма Улан-Эрге                         | Климатограмма Улан-Эрге | Климатограмма Улан-Эрге | Климатограмма Улан-Эрге | Климатограмма Улан-Эрге | Климатограмма Улан-Эрге | Климатограмма Улан-Эрге | Климатограмма Улан-Эрге | Климатограмма Улан-Эрге | Климатограмма Улан-Эрге | Климатограмма Улан-Эрге | Климатограмма Улан-Эрге |
| ----------------------------------------------- | ----------------------- | ----------------------- | ----------------------- | ----------------------- | ----------------------- | ----------------------- | ----------------------- | ----------------------- | ----------------------- | ----------------------- | ----------------------- |
| Я                                               | Ф                       | М                       | А                       | М                       | И                       | И                       | А                       | С                       | О                       | Н                       | Д                       |
| 20 −2 −8                                        | 15 −2 −9                | 17 5 −3                 | 18 17 5                 | 33 24 12                | 37 29 16                | 31 31 19                | 28 30 18                | 26 24 12                | 19 14 5                 | 24 6 0                  | 24 1 −4                 |
| Температура в °C • Сумма осадков в мм Источник: |                         |                         |                         |                         |                         |                         |                         |                         |                         |                         |                         |

Среднемноголетний расход воды реки Элиста в створе Кёк-Нура составляет всего 0,12 м³/с. Максимальный сток приходится на краткий период весеннего половодья. Многолетний объём годового стока — 3,83 млн м³.

### Мосты
Существует несколько автомобильных мостов через реку Элиста. Дважды реку пересекает федеральная автодорога Астрахань — Элиста Р216. Несколько мостов имеется в пределах города Элиста. Все мосты являются двухполосными. В границах города Элиста в районе перекрёстка улиц 28-й Армии и улицы Ленина река «спрятана» в трубе под проезжей частью.

## Хозяйственное использование
Река Элиста является конечным приёмником канализационных вод города Элиста, которые поступают после полной биологической очистки с очистных сооружений. Объём ежегодно сбрасываемых канализационных стоков составляет 7,5-8,2 млн м³, которые накапливаются в прудах агрофирмы «Вознесеновская» Целинного района и Улан-Эргинском пруду в Яшкульском районе.

## Экологическая ситуация
Вода в реке Элиста не соответствует санитарно-эпидемиологическим нормативам и не пригодна для использования в питьевых и хозяйственно-бытовых целях.
По данным доклада об экологической ситуации в Республике Калмыкия в 2011 году индекс загрязненности воды реки Элисты равен 7,85, вода относится к 6-му классу качества — «очень грязная». Существенное влияние на качество вод Элисты оказывает сброс канализованных сточных вод города Элисты
В воде реки Элисты ниже канализационных очистных сооружений города Элисты присутствует 2,98 ПДК солей по сухому остатку, 7,8 ПДК сульфатов, наблюдаются повышенные концентрации биогенных и органических веществ, металлов, присутствует сероводород.

## Источник
- Атлас Республики Калмыкия, ФГУП «Северо-Кавказское аэрогеодезическое предприятие», Пятигорск, 2010 г., стр. 116, 117, 118.